# Barrage d'Alwero
Le barrage d'Alwero est un barrage situé en Éthiopie sur la rivière d'Alwero, dans la région de Gambela. Il est utilisé pour la pêche, l’irrigation et le développement agricole de la région. Ces projets de développement ont été pointés du doigt par des recherches récentes à cause des problèmes d'accaparement des terres et environnementaux qu'ils soulèvent.

## Construction
Il a été construit entre 1984 et 1992 pour irriguer une ferme d'État de coton, mais l'équipement d'irrigation n'a pas été réalisé ni lors de la construction, ni dans les décennies qui ont suivi,.

## Aménagements
Le lac de retenue a créé une activité économique de pêche à échelle locale.
Depuis le début des années 2010, la société saoudienne Saudi Star a présenté un projet d'utilisation de l'eau de la retenue d'Alwero pour l'irrigation d'une ferme à grande échelle (une ferme de production de riz de 140 000 ha) ; un autre projet, concernant une ferme de production de canne à sucre et de blé de 400 000 ha), est développé par la firme indienne Karuturi. En accaparant des terres et en détournant l'eau, il menace l'élevage nomade et la vie sauvage locale, notamment en coupant les couloirs de migration des animaux du Parc national de Gambela provoqué par une redéfinition de son périmètre,.